# Новосади (Борисовський район, Лошницька сільська рада)
Новосади (біл. вёска Навасады) — село в складі Борисовського району Мінської області, Білорусь. Село підпорядковане Лошницькій сільській раді, розташоване в північно-східній частині області.